# Pseudoscopas nigrigena
Pseudoscopas nigrigena är en insektsart som först beskrevs av Rehn, J.A.G. 1913.  Pseudoscopas nigrigena ingår i släktet Pseudoscopas och familjen gräshoppor. Inga underarter finns listade i Catalogue of Life.